# Habrobatina
Habrobatina – podplemię chrząszczy z rodziny czarnuchowatych, podrodziny Pimeliinae i plemienia Pimeliini.

## Morfologia i występowanie
Chrząszcze te mają całe ciało pokryte gęsto rozmieszczonymi łuskami. Głowa cechuje się oczami kształtu okrągłego do lekko owalnego umieszczonymi grzbietowo-brzusznie, powyżej poziomu policzków. Przedplecze i pokrywy pozbawione są silnej rzeźby czy dużych guzków. Jeśli guzki na nich występują, to są niewielkie i rozproszone. Wszystkie pary odnóży są chude i długie, porośnięte długimi, przerzedzonymi szczecinkami. Nie występują odnóża grzebne. Genitalia samca odznaczają się wierzchołkową częścią edeagusa silnie, niemal kanciasto zakrzywioną. Odwłok samicy ma bardzo krótkie, silnie rozszerzone i pozbawione wspólnego trzonka spiculum  ventrale. Słabo zesklerotyzowane pokładełko jest bardzo krótkie, szersze niż dłuższe lub prawie tak szerokie jak długie. Bardzo krótki paraprokt ma bardzo krótkie lub zredukowane bakule. Z kolei bakule silnie rozszerzonego proktigeru są bardzo szerokie i słabo zesklerotyzowane. Gonokoksyt ma błoniaste, zaokrąglone płaty wierzchołkowe zaopatrzone w pędzelek z bardzo gęsto upakowanych, długich włosków.
Podplemię palearktyczne, azjatyckie, zasięgiem obejmujące Turkmenistan, Iran, Afganistan, Pakistan i Chiny. Jego reprezentanci zasiedlają ruchome wydmy pustyń Kara-kum, Daszt-e Lut, Wielkiej Słonej, Registan i Takla Makan.

## Taksonomia
Takson ten wprowadzony został w 2022 roku przez Maksima W. Nabożenkę i Swietłanę N. Czigraj na łamach „European Journal of Taxonomy” w publikacji współautorstwa Iwana A. Czigraja i Jewgenija W. Abakumowa. Zalicza się do niego cztery rodzaje:
- Apatopsis Semenov, 1891
- Habrobates Semenov, 1903
- Habrochiton Semenov-Tjan-Shansky, 1907
- Dietomorpha Kühnelt, 1957